# Milà-Sanremo 2004
La cursa ciclista Milà-Sanremo 2004 es disputà el dissabte 20 de març i fou guanyada a l'esprint pel ciclista espanyol Óscar Freire. L'arribada fou molt ajustada amb l'alemany Erik Zabel, el qual, pensant que havia guanyat la carrera, aixecà els braços per celebrar el triomf, però Freire l'acabà superant a la mateixa línia d'arribada, tot adjudicant-se la victòria.

## Classificació general
|    | Ciclista                       | Equip                | Temps      |
| -- | ------------------------------ | -------------------- | ---------- |
| 1  | Óscar Freire                   | Rabobank             | 7h 11' 23" |
| 2  | Erik Zabel                     | T-Mobile Team        | m. t.      |
| 3  | Stuart O'Grady                 | Cofidis              | m. t.      |
| 4  | Alessandro Petacchi            | Fassa Bortolo        | m. t.      |
| 5  | Max van Heeswijk               | US Postal            | m. t.      |
| 6  | Igor Astarloa                  | Cofidis              | m. t.      |
| 7  | Romāns Vainšteins              | Lampre               | m. t.      |
| 8  | Paolo Bettini                  | Quick Step-Davitamon | m. t.      |
| 9  | Miguel Ángel Martín Perdiguero | Saunier Duval-Prodir | m. t.      |
| 10 | Peter Van Petegem              | Lotto-Domo           | m. t.      |